# Agata Karczmarzewska-Pura
Agata Karczmarzewska-Pura (ur. 27 czerwca 1978 w Rzeszowie) – polska siatkarka, grająca na pozycjach przyjmującej i atakującej, reprezentantka kraju. Pierwsze powołanie do kadry seniorek otrzymała w 1998. Łącznie w latach 1998–2004, rozegrała 87 spotkań w biało-czerwonych barwach.
W sezonie 2013/2014, zawodniczka KS Pałac Bydgoszcz. Była uczennicą IV Liceum Ogólnokształcącego im. Mikołaja Kopernika w Rzeszowie.
Była dwukrotnie sklasyfikowana na 4. miejscu, w plebiscycie na Dziesięciu Najlepszych Sportowców Podkarpacia.
Po sezonie 2010/2011, postanowiła wziąć urlop macierzyński. W 2012  urodziła syna.

## Kluby
| Klub                          | Lata gry   |
| ----------------------------- | ---------- |
| Zelmer Rzeszów                | wychowanka |
| SMS PZPS Sosnowiec            |            |
| Dick Black La Festa Andrychów | 1997−1998  |
| BKS Stal Bielsko-Biała        | 1998−1999  |
| KPSK Stal Mielec              | 1999−2002  |
| Nafta-Gaz Piła                | 2002−2004  |
| Airone Terra Sarda Tortoli    | 2004−2005  |
| Tulica Tułamasz Tula          | 2005−2007  |
| Muszynianka Muszyna           | 2007−2008  |
| AZS Białystok                 | 2008−2009  |
| MKS Dąbrowa Górnicza          | 2009−2011  |
| Silesia Volley I              | 2012−2013  |
| KS Pałac Bydgoszcz            | 2013−2014  |
| Wisła Warszawa                | 2014–2015  |

## Osiągnięcia

### Klubowe
- Mistrzostwa Polski:
  - 1. miejsce: 2008
  - 2. miejsce: 1998, 2000
  - 3. miejsce: 2001, 2010
- Puchar Polski
  - Zdobywczyni: 2003

### Młodzieżowe
- Mistrzostwa Europy juniorek:
  - 3. miejsce: 1996